# マーガレット・ロングスピー (第4代ソールズベリー女伯)
第4代ソールズベリー女伯マーガレット・ロングスピー（Margaret Longespée, 4th Countess of Salisbury, ? - 1309年）は、イングランド貴族の女性。

## 生涯
マーガレットは、ウィリアム2世・ロングスピーの息子ウィリアム3世・ロングスピーと、北ウェールズ公サウェリン・アブ・ヨルウェルスの孫娘モード・ド・クリフォードの一人娘である。1256年7月4日、ノッティンガムシャーのブライスでの馬上槍試合で父ウィリアム3世が重傷を負った後、父はマーガレットとポンテフラクト男爵エドマンド・ド・レイシーの跡継ぎヘンリーとの結婚交渉を開始した。この結婚は1256年12月23日にイングランド王ヘンリー3世に承認された。
父ウィリアム3世が亡くなった後、王は義父のエドマンドをマーガレットの後見人に任命した。1258年にエドマンドが急死すると、国王はリンカーン女伯マーガレット・ド・クインシーとエドマンドの未亡人アレシア・オブ・サルッツォを後見人に任命した。

## 結婚と子女
マーガレットは1257年にヘンリーと結婚した。この結婚で少なくとも3子が生まれた。
- エドマンド（1308年没）
- ジョン
- アリス（1281年 - 1348年） - 第2代ランカスター伯トマスと結婚

息子たちは二人とも事故で亡くなり、男子相続人はいなかった。そのため、ランカスター伯トマスと結婚していた娘のアリスが相続人となった。